# Пробисвет, велика режија и дете
„Пробисвет, велика режија и дете” је југословенски ТВ филм из 1962. године. Режирао га је Славољуб Стефановић Раваси а сценарио су написали Аркадиј Аверченко и Бора Савић.

## Улоге
| Глумац                  | Улога |
| ----------------------- | ----- |
| Гордана Ковачевић       |       |
| Михајло Бата Паскаљевић |       |
| Михајло Викторовић      |       |
| Јовиша Војиновић        |       |